# Кадри-заде, Абдураман
Абдураман Кадри-заде (1876, Тав-Даир, Таврическая губерния — 6 августа 1938, Симферополь) — российский и советский крымскотатарский поэт и переводчик.

## Биография
Родился в 1876 году в селе Тав-Даир Симферопольского уезда Таврической губернии. После окончания Тав-Даирского медресе занимался учительской деятельностью. Изучал фольклор тюркоязычных народов. В 1920-х годах работал в газетах «Янъы дюнья» (Новый мир), также в газетах «Миллет» («Нация»), «Илери» («Вперед») и журнале «Козьайдын» («Радостная весть»). Публиковался под псевдонимом «Чиркий» (Комар).
Автор стихотворений «Огютчининъ енъи огютлери» («Новые наставления», 1927), «Къарт къызнынъ тюшюнджелери» («Переживания старой девы»), «Чыркъ-мыркъмы, мыркъ-чыркъмы?» («Чирк-мирк или мирк-чирк?»), «Къардашчасына бир огют» («Напутствие по-братски»), «Юлма, бе яху!» («Чтобы потом не жалеть!»; все — 1928), «Койлю ве ыргъат» («Крестьянин и батрак», 1929).
Занимался переводческой деятельностью. Автор переводов на крымскотатарский романов Эмиля Золя «Деньги» (1930) и Михаила Шолохова «Поднятая целина» (1934). Данные произведения были опубликованы Крымгосиздатом. Кадри-заде также оставил собственный дневник, который писал с 1897 года.
Скончался 6 августа 1938 года в Симферополе. Подборки его произведений публиковались после смерти в журнале «Йылдыз» (Звезда).
Дочь — поэтесса и переводчица Пирае Кадри-заде. В 1944 году она покинула Крым и переехала в Румынию, где изменила имя на Айше Мустафа. В 1956 году вышла замуж за гражданина Румынии.